# Henning Kober (Autor)
Henning Kober (* 1981) ist ein deutscher Schriftsteller und Journalist.

## Leben und Werk
Im Sommer 2009 erschien Unter diesem Einfluss, sein erster Roman im S. Fischer Verlag in Frankfurt am Main. 
Im Herbst 2011 erschien in der Anthologie Jetlag Café, S. Fischer Verlag die Geschichte Freitag im Frühling.

## Journalistische Tätigkeit
Kober arbeitete als freier Autor u. a. für die taz, das jetzt-Magazin und Park Avenue. Mitarbeit in der Redaktion von Vanity Fair. Weitere Veröffentlichungen in Der Freund, Die Zeit, Frankfurter Allgemeine Sonntagszeitung, Berliner Zeitung Magazin, Frankfurter Rundschau Magazin, Das Magazin (Schweiz), WOZ Die Wochenzeitung, Welt am Sonntag, Neon und Vogue.

## Werke
Unter diesem Einfluss. S.Fischer Frankfurt am Main 2009, ISBN 978-3-100-40218-9